# Budae jjigae
El budae jjigae es un tipo de jjigae, o sopa coreana espesa parecida a un estofado. Poco después de la guerra de Corea, la carne era escasa en Seúl (Corea del Sur). Alguna gente hacía uso de la comida sobrante de las bases estadounidenses de los alrededores de Uijeongbu, Pyeongtaek (también llamado Songtan) y Munsan, como perritos calientes, carne enlatada y spam, incorporándola a una sopa picante tradicional condimentada con gochujang (pasta de guindilla) y kimchi.
El budae jjigae sigue siendo popular en Corea del Sur. El plato incorpora a menudo ingredientes tales como fideos ramen instantáneos y queso amarillo en lonchas. Otros ingredientes pueden ser ternera picada, salchicha en rodajas, baked beans, filipéndula, cebolla, cebolleta, tteok, tofu, pimiento chine, macarrones, ajo, champiñones y otras verduras de temporada.

## Origen
El plato se originó durante la guerra de Corea, y fue popular después durante algún tiempo después, cuando la comida escaseaba. La gente hacía el plato mezclado spam y perritos calientes sobrantes de las instalaciones del ejército estadounidense. Todas las sobras eran combinadas con agua en una olla grande y se cocían. El plato también se denomina Johnson tang (존슨 탕), combinando el apellido de Lyndon B. Johnson con tang (탕, 湯), ‘sopa’. La ciudad de Uijeongbu, que limita con Seúl al sur y tiene muchas bases militares, es famosa por su budae jjigae. A finales del siglo XX, la ciudad estipuló que el plato debía llamarse Uijeongbu jjigae, aunque pocos restaurantes lo hacen (algunos lo llaman Uijeongbu budae jjigae).